# Unione Sportiva Sanremese 1958-1959
Questa voce raccoglie le informazioni riguardanti l'Unione Sportiva Sanremese nelle competizioni ufficiali della stagione 1958-1959.

## Rosa
| N. |                   | Ruolo | Calciatore           |
| -- | ----------------- | ----- | -------------------- |
|    | Italia (bandiera) | C     | Umberto Amato        |
|    | Italia (bandiera) | C     | Francesco Barbarossa |
|    | Italia (bandiera) | D     | Bruno Barberi        |
|    | Italia (bandiera) | A     | Ottorino Bevilacqua  |
|    | Italia (bandiera) | P     | Nicola Bondaschi     |
|    | Italia (bandiera) | D     | Iginio Borriello     |
|    | Italia (bandiera) | P     | Gianfranco Borro     |
|    | Italia (bandiera) | A     | Battista Buizza      |
|    | Italia (bandiera) | D     | Marcello Cordone     |
|    | Italia (bandiera) | C     | Amerigo Curti        |
|    | Italia (bandiera) | A     | Sergio Gaslini       |
|    | Italia (bandiera) | D     | Paolo Gatti          |

| N. |                      | Ruolo | Calciatore           |
| -- | -------------------- | ----- | -------------------- |
|    | Italia (bandiera)    | C     | Annibale Gilardoni   |
|    | Italia (bandiera)    | C     | Alfredo Giorgi       |
|    | Italia (bandiera)    | A     | Marco Livio Novi     |
|    | Argentina (bandiera) | A     | Orlando Rao          |
|    | Italia (bandiera)    | C     | Angelo Repetto       |
|    | Italia (bandiera)    | P     | Ezio Rivoire         |
|    | Italia (bandiera)    | A     | Guerrino Rossi       |
|    | Italia (bandiera)    | D     | Gianfelice Schiavone |
|    | Italia (bandiera)    | A     | Mario Segato         |
|    | Italia (bandiera)    | C     | Ferruccio Tortorese  |
|    | Italia (bandiera)    | A     | Pietro Trevisan (I)  |